# Kronoby
Kronoby (Fins: Kruunupyy) is een gemeente in de Finse provincie West-Finland en in de Finse regio Österbotten. De gemeente heeft een landoppervlakte van 712,87 km² en telt 6.405 inwoners (2022) In 1969 gingen Nedervetil en Terjärv op in Kronoby.
Kronoby is een tweetalige gemeente met Zweeds als meerderheidstaal (± 85%) en Fins als minderheidstaal.

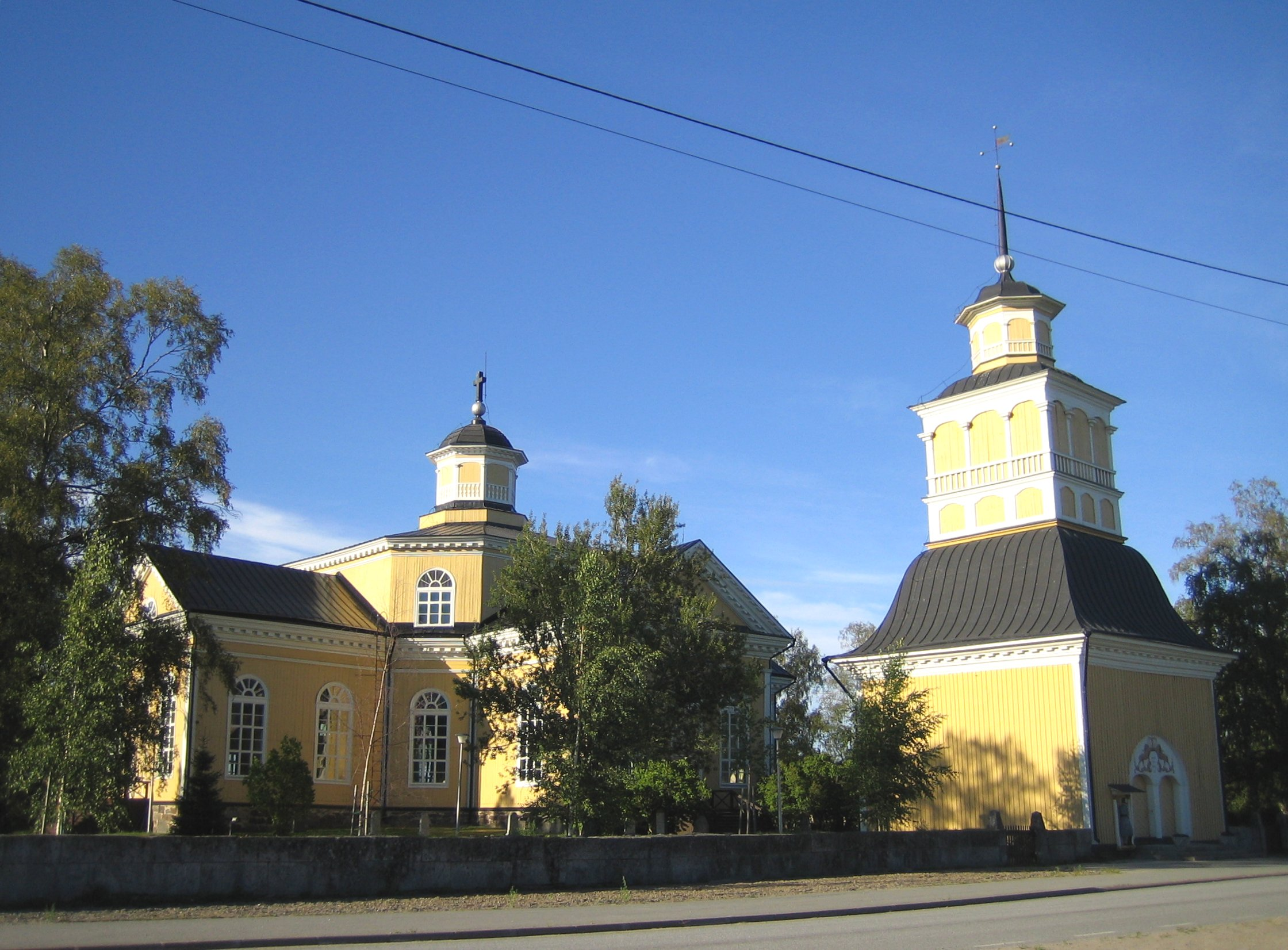
Kerk van Kronoby

Isokyrö · Jakobstad · Kaskinen · Korsholm · Korsnäs · Kristinestad · Kronoby · Laihia · Larsmo · Malax · Närpes · Nykarleby · Pedersöre · Vaasa · Vörå
Voormalige gemeenten:
Bergö · Björköby · Esse · Jeppo · Kvevlax · Lappfjärd · Maxmo · Munsala · Nederfetil · Nykarleby landskommun · Oravais · Övermark · Petalax · Pörtom · Purmo · Replot · Sideby · Terjärv · Tjöck · Vähäkyro · Vörå · Vörå-Maxmo